# Litvintroll
Litvintroll — фолк-метал-группа из Беларуси, основанная вокалистом и дударом Андреем Апановичем и ударником Сергеем Тапчевским в 2005 году. Тексты группы составлены на белорусском, и английском языках. Тексты песни Litvintroll, как правило, имеют сказочный или фэнтезийный сюжет.

## Состав
- Андрей Апанович — вокал, дуда (волынка), жалейка, цистра
- Александр Стативко — бас-гитара
- Василий Воробейчиков — дуда (волынка), жалейка, флейта
- Геннадий Парахневич — ударные
- Андрей Горчаков — клавишные
- Алексей Жабуронок — гитара

## Дискография

### 2009 Rock’n’Troll
- 01. Лысы Верабей
- 02. Rock’n’Troll
- 03. Дуброва
- 04. Змрочнасць
- 05. Песня Пра Троляў
- 06. Пахне Чабор
- 07. Купалінка
- 08. Пан Манэліг
- 09. Балада
- 10. Breaking The Law (Judas Priest Cover)

### 2013 Czornaja Panna
- 01. Da Siabra
- 02. Kryżak (Pieśnia Pra Trolau II)
- 03. Kamarowa Śmierć
- 04. Lipka
- 05. Karaleuskaja
- 06. Czornaja Panna
- 07. Ad Astra
- 08. Lasun

### Участие в сборниках
- Budzma The Best Rock / Budzma The Best Rock/New (2009) — «Bałda», «Pachnie Čabor»

## Интересные факты
- Андрей Апанович и Сергей Тапчевский являются музыкантами группы Стары Ольса
- Пан Манэліг является интерпретацией известной баллады Herr Mannelig